# Blood of the Nations
Blood of the Nations är den tyska gruppen Accepts tolfte studioalbum. Albumet gavs ut 20 augusti 2010. Det var deras första studioalbum med sångaren Mark Tornillo och även det första sedan 1996 Predator.

## Låtlista
1. "Beat the Bastards" - 5:24
2. "Teutonic Terror" - 5:13
3. "The Abyss" - 6:53
4. "Blood of the Nations" - 5:37
5. "Shades of Death" - 7:32
6. "Locked and Loaded" - 4:28
7. "Kill the Pain" - 5:47
8. "Rolling Thunder" - 4:54
9. "Pandemic" - 5:36
10. "New World Comin'" - 4:50
11. "No Shelter" - 6:04
12. "Bucket Full of Hate" - 05:09

## Medlemmar
- Mark Tornillo - Sång
- Wolf Hoffmann - Gitarr
- Herman Frank - Gitarr
- Peter Baltes - Bas
- Stefan Schwarzmann - Trummor